# Ljerka Car Matutinović
Ljerka Car Matutinović (Crikvenica, 11. srpnja 1931.), suvremena hrvatska pjesnikinja, prozaistica, književnica za djecu, esejistica i prevoditeljica.

## Životopis
Ljerka Car Matutinović rođena je 1931. godine u Crikvenici. Na Filozofskom fakultetu Sveučilišta u Zagrebu diplomirala je hrvatski i talijanski jezik s književnostima. Radila je kao lektorica hrvatskoga jezika na Sveučilištu u Firenci, te kao profesorica hrvatskoga jezika i književnosti u V. gimnaziji u Zagrebu. Bila je urednica književnih emisija na Hrvatskome radiju i u programu za mladež Hrvatskoga katoličkog radija. 
Članica je Društva hrvatskih književnika (od 1975. godine), Hrvatskoga centra PEN-a, Zagrebačkog centra Europskog društva kulture (sa sjedištem u Veneciji), Hrvatskog društva pisaca te Društva hrvatskih književnih prevodilaca.
Potaknula je pokretanje hrvatske književne manifestacije Jadranski književni susreti koji se u Crikvenici održavaju od 2002. godine.
Književnica živi i radi u Zagrebu.

## Književnički rad
Od 1961. objavljuje književne kritike, književne interpretacije i eseje; pjesme od 1965.; pripovijetke od 1975. u nizu časopisa i novina: „Forum“, „La Battana“, „Impegno 80“, „Most“, „Republika“, „Književna republika“, „Nova Istra“, „Književna Rijeka“, „Vijenac“, „Diwan“(BiH) i dr.
Objavila je devetnaest zbirki pjesama, od kojih su tri na čakavskom narječju: „Kanat slaji od meda“, „Čakavske versade“, i „Meštrija“. Od ostalih zbirki izdvajaju se: „Odiljat se“, 1983., „La bellezza del respiro“ – „Ljepota disanja“ (1984.),“Bezumlje“ (1994.), izabrane pjesme „Disanje“ ( 1997.), „Jabuka na glavi“ (2001.), „Versi o nepotrošivoj ljubavi (2005.),“Zarobljeno tijelo i drugi soneti“ (2007.), „Jabuka puno krilo“ (2007.),“Uzmi me na oblaku“ (2010.), „Vrijeme punog Mjeseca“ (2012.), „Kad već postoji planina“ (2013.).
Od knjiga za djecu ističe se roman „MA i LU“ (dva izdanja u 5000 primjeraka, 1988., 1990.), „Sve niče iz priče“ (2000.), pjesme „Raduj se danu“ (2004.). Od proza za odrasle: „Ljubavni jadi Ružice Trnoružice“ (1986.), „Opsjenar Galateo i druge srednjovjekovne priče“ (2002.), „Mirakul zvan Ljubav“ (2006.) Od književnokritičkih proza: razgovori s književnicima „Odjeci pjesničke riječi“ (1991.), školska antologija „Hrvatski pjesnici“ (2006.)

## Prevoditeljski rad
S talijanskog jezika prevela je niz poznatih pisaca za djecu: Alberto Moravia: „Nosorog“, Gianni Rodari :„Putovanje plave strijele“, Carlo Collodi:„Pinokio“, Gianni Rodari:„Čipolino“; i za odrasle: Boccaccio, „Dekameron“, izbor „Ususret renesansi (Dante, Petrarca, Boccaccio)“, „Žena od kamena“, izbor iz suvremene talijanske proze (2005.), Fabio Geda: „U moru žive krokodili“ (2011.)

## Nagrade i priznanja
Dobitnica je brojnih nagrada u Italiji
- Nagrada San Bartolo, Firenca, 1996.
- Nagrada Firence, 2001.
- Nagrada Ocjenjivačkog suda na Međunarodnom natječaju za poeziju i prozu
- Citta di Salo, 2005. i dr.

Od hrvatskih nagrada izdvajaju se: 
- Nagrada Drago Gervais, 1981., 1985.
- Nagrada Ljubo Pavešić, za najbolji čakavski tekst, 1995.
- Nagrada za životno djelo Grada Crikvenice, 1996.
- Nagrada Zvonimir Golob, 2003., prigodna plaketa
- Nagrada Dubravko Horvatić, 2009., 2. nagrada za poeziju Ćutim tvoju dušu, objavljen 24. srpnja u Hrvatskom slovu
- Nagrada Julije Benešić za najbolju knjigu kritika "Vijenac odabranih", 2013.

Pjesme Ljerke Car Matutinović prevedene su na desetak stranih jezika, a pripovijetke na engleski, talijanski i njemački jezik. Na poljski ju je prevela Łucja Danielewska.
Izbor iz antologija u kojima su njena djela:
- U ovom strašnom času, sastavljača Ive Sanadera i Ante Stamaća
- Krvatska, prir. Vinko Brešić
- Skupljena baština, prir. Stijepo Mijović Kočan
- Hrvatska planinarska književnost, sabrao Željko Poljak

## Djela

### Zbirke pjesama
- Vrijeme rastanka, 1971.
- Trudno kao dažd, 1976.
- Odiljat se, 1983.
- La Bellezza del Respiro (Ljepota disanja) – izbor pjesama na talijanskom 1984.
- Kanat slaji od meda, pjesme na čakavskom, 1987.
- Bajkoviti soneti, 1988.
- Glasovi Glazba, 1988.
- Čakavske versade, pjesme na čakavskom,1993.
- Bezumlje, 1994.
- Disanje, izabrane pjesme, 1997.
- Jerbo samo tebe gledim, ljubavne pjesme, 1998.
- Jabuka na glavi (uvršten i čakavski ciklus Litrati), 2001.
- Versi o nepotrošivoj ljubavi, pjesme, Mala knjižnica DHK, Zagreb 2005.
- Meštrija,sabrane čakavske pjesme, DHK; ogranak u Rijeci i Verba d.o.o., Rijeka 2007.
- Zarobljeno tijelo i drugi soneti; pjesme, Stajer-graf, Zagreb 2007.
- Jabuka puno krilo; izabrane pjesme; Privlačica, Biblioteka Riječ, Vinkovci 2007.
- Uzmi me na oblaku. Pjesme o ljubavi i neljubavi, Štajer Graf, Zagreb 2010.

### Proza
- Ljubavni jadi Ružice Trnoružice, 1986.
- Seoba mora, 1996.
- Opsjenar Galateo, 2002.
- Mirakul zvan ljubav, srednjovjekovne priče, Stajer – graf, Zagreb 2006.

### Proza i slikovnice za djecu
- Ma i Lu, roman, 1989.; 1990.
- Ma i Lu se igraju, pjesme, 1995.
- Tri pustolova hrabra, priče, 1996.
- Sve niče iz priče, proza za mladež, 2000.
- Raduj se danu, pjesme, 2004.

### Književnokritička proza
- Pjesnička riječ Dragutina Tadijanovića, književne interpretacije, 1970.
- Čin riječi, kritike i eseji, 1979.
- Odjeci pjesničke riječi, razgovori s književnicima, 1991.
- Hrvatski pjesnici; priredila Ljerka Car Matutinović; Mozaik knjiga, Zagreb 2006.

### Prijevodi s talijanskoga jezika (knjige)
- Rolando Certa: Arion, pjesme, 1985.
- Lucifero Martini: Colloquio con la città (Razgovor s gradom), pjesme, 1987.
- Alberto Moravia: Nosorog, priče za djecu, 1991.
- Gianni Rodari: Putovanje Plave strijele, roman, 1995.; 2000.
- Carlo Collodi: Pinokio, roman, 1996.; 2001.
- Gianni Rodari: Čipolino, roman, 1997.; 1998.
- Boccaccio: Dekameron, 2002.
- Dante, Petrarca, Boccaccio: izbor iz djela, 2002.
- Žena od kamena, antologija suvremene talijanske proze, izabrala, prevela i priredila Ljerka Car Matutinović; Bosanska riječ, Tuzla/ Talijanski institut za kulturu, Zagreb, 2005.[4]